# Marcus Kuhl

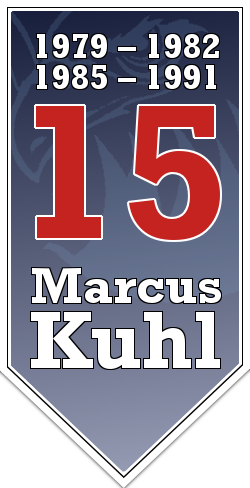
Fanion portant son numéro retiré du Mannheim ERC

Marcus Kuhl (né le 15 mars 1956 à Mannheim) est un ancien joueur de hockey sur glace (ailier droit), et depuis 1994 directeur du club de Mannheim Adler.
Avec Lance Nethery, il est considéré comme l'auteur des titres de championnat en 1997, 1998 et 1999. Dans sa carrière de joueur, il a joué pour le Mannheim ERC et les Kölner Haie
Il joua 160 fois pour l'équipe d'Allemagne de hockey sur glace. Il a participé aux Jeux Olympiques de 1980 et 1984 et aux championnats de 1979 à 1987.
Sa contribution  au hockey sur glace allemand a été honorée par son intronisation dans le Temple de la renommée du hockey allemand. En outre, Mannheim Adler a retiré son numéro de maillot, le 15.

## Statistiques
| Saison    | Équipe         | Ligue |    | PJ | B  | A  | Pts | Pun |
| 1979-1980 | Mannheimer ERC | 1.Bun | 48 | 39 | 59 | 98 | 41  |     |
| 1980-1981 | Mannheimer ERC | 1.Bun | 53 | 46 | 47 | 93 | 27  |     |
| 1981-1982 | Mannheimer ERC | 1.Bun | 43 | 30 | 61 | 91 | 30  |     |
| 1982-1983 | Kölner Haie    | 1.Bun | 30 | 32 | 20 | 52 | 6   |     |
| 1983-1984 | Kölner Haie    | 1.Bun | 50 | 28 | 31 | 59 | 18  |     |
| 1984-1985 | Kölner Haie    | 1.Bun | 45 | 30 | 43 | 73 | 25  |     |
| 1985-1986 | Mannheimer ERC | 1.Bun | 39 | 19 | 31 | 50 | 16  |     |
| 1986-1987 | Mannheimer ERC | 1.Bun | 44 | 18 | 31 | 49 | 12  |     |
| 1987-1988 | Mannheimer ERC | 1.Bun | 43 | 21 | 28 | 49 | 8   |     |
| 1988-1989 | Mannheimer ERC | 1.Bun | 34 | 9  | 27 | 36 | 14  |     |
| 1989-1990 | Mannheimer ERC | 1.Bun | 40 | 18 | 32 | 50 | 8   |     |
| 1990-1991 | Mannheimer ERC | 1.Bun | 34 | 3  | 9  | 12 | 10  |     |